# Bonifacio II de Toscana

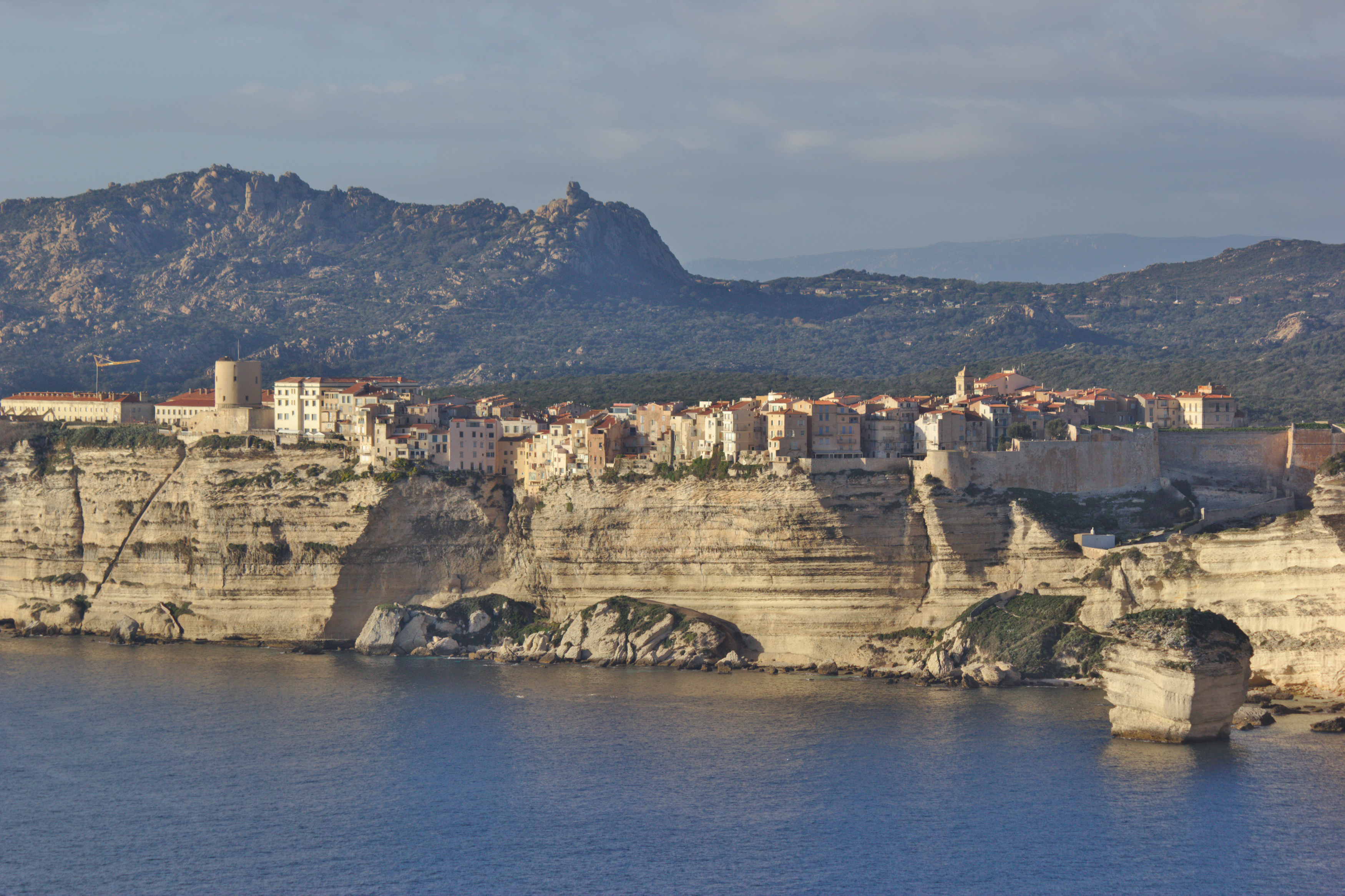
Acantilado en la Toscana, mar Mediterraneo.

Bonifacio II (788 - 847) fue marqués de Toscana, duque de Lucca entre los años 823 y 833, y protector de Córcega entre 828 y 833.
Proveniente de una familia de origen bávaro, fue hijo y sucesor de Bonifacio I. En el año 823, tras la muerte de su padre, heredó los títulos de duque de Lucca, protector de Córcega y conde de Pisa, Pistoia, Volterra y Luni.
A partir de 828 fue nombrado marqués de Toscana, y ese mismo año dirigió una expedición naval contra los puertos norteafricanos desde los que partían las incursiones árabes contra las costas del Tirreno, y según las fuentes de época habría atacado Utica y Cartago. A su regreso, Bonifacio construyó una fortaleza cerca de la punta Sur de Córcega, dando nacimiento a la actual ciudad de Bonifacio, que lleva su nombre, frente al Estrecho de Bonifacio que separa Córcega de Cerdeña. A su regreso a Toscana, delegó en su hermano Berardo la defensa de Córcega.
Durante el largo enfrentamiento entre el emperador Ludovico Pío y su hijo Lotario, Bonifacio se puso del lado del emperador, liberando a su esposa Judith de Baviera, de la dinastía güelfa, de su prisión en Tortona. Pero tres años más tarde, en 833, Ludovico fue completamente vencido por Lotario, que tomó el control de Italia. Entre sus primeras medidas estuvo la de arrestar a Bonifacio y reemplazarlo por un noble leal a él, Manfredo.
Bonifacio pasó el resto de su vida en el exilio en Francia, pero aún tuvo tiempo de ver a su hijo Adalberto recuperar el trono de Toscana en 843, nombrado por el mismo Lotario.
| Predecesor: Bonifacio I | Margrave de Toscana 823-833 | Sucesor: Manfredo I |